# Ferreiroa
Ferreiroa (oficialmente San Pedro de Ferreiroa) es una parroquia española del municipio de Golada, perteneciente a la provincia de Pontevedra, en la comunidad autónoma de Galicia. En 2022, tenía empadronados 516 habitantes.